# Petia Radeva
Petia Radeva (Bulgària) és professora titular d'universitat del Departament de Matemàtiques i Informàtica i cap del Barcelona Perceptual Computing Lab (BCNPCL) de la Universitat de Barcelona. També és investigadora d'ICREA Academia 2014 i dirigeix el Laboratori d'Imatge Mèdica del Centre de Visió per Computador. La seva recerca està centrada en el desenvolupament de sistemes de visió per computador, com ara l'ús de càmeres portables per reforçar la memòria dels pacients amb deteriorament cognitiu, monitorar l'estil de vida saludable de les persones amb imatges egocèntriques, etc. El 2025 fou inclosa a la llista Forbes de les «100 dones més influents de Catalunya».